# قمر اصطناعي
اَلْقَمَرُ اَلْاِصْطِنَاعِيُّ أَوْ اَلْقَمَرُ اَلْصِنَاعِيُّ أَوْ اَلسَّاتِلُ اَلْفَضَائِيُّ أَوْ اَلسَّاتِلُ هو جهاز من صنع الإنسان يدور في فَلَك (مدار) في الفضاء الخارجي. تسمى هذه الأقمار (بالصناعية) لتمييزها عن الأقمار الطبيعية مثل قمر الأرض.
في 4 أكتوبر 1957، أطلق الاتحاد السوفيتي القمر (سبوتنيك 1) وكان أول قمر صناعي في العالم، ومنذ ذلك الحين توالت عمليات إطلاق الأقمار الصناعية إلى أن وصل عددها إلى حوالي 8900 قمر صناعي من أكثر من 40 دولة. وفقًا لتقديرات عام 2018، بقي حوالي 5000 قمر في المدار، منها حوالي 1900 قمر لا يزال عاملاً، بينما تجاوزت بقية الأقمار عمرها الإفتراضي وتحولت إلى مخلفات فضائية (حطام فضائي).
تعمل ما يقارب 63٪ من الأقمار الصناعية في مدار أرضي منخفض، و6٪ منها تعمل في مدار أرضي متوسط (عند 20000 كم) ، و29٪ تعمل في المدار الجغرافي الثابت (عند 36000 كم)، أما الباقي (ما نسبته 2٪) فيعمل في مدارات إهليلجية مختلفة.
تحتل الولايات المتحدة الأمريكية المرتبة الأولى من حيث الدول التي لديها أكبر عدد من الأقمار الصناعية بعدد 1897 قمراً ، تليها الصين في المرتبة الثانية بـ 412، وروسيا في المرتبة الثالثة بـ 176 قمر.
أُطلق عدد قليل من المحطات الفضائية الكبيرة (بما في ذلك محطة الفضاء الدولية) على هيئة أجزاء متفرقة وتم تجميعها في الفضاء ووضعت في المدار. ووضعت أكثر من عشرة مجسات فضائية (مسبار) في مدارات حول أجسام أخرى وأصبحت أقمار صناعية للقمر ولبعض الكواكب مثل عطارد والزهرة والمريخ والمشتري وزحل ولعدد قليل من الكويكبات والمذنبات والشمس.
تستخدم الأقمار الصناعية لأغراض عديدة. من بين العديد من التطبيقات الأخرى، يمكن استخدامها لعمل خرائط للنجوم وخرائط لأسطح الكواكب ، وكذلك التقاط صور للكواكب التي يتم إطلاقها فيها. تشمل الأنواع الشائعة للأقمار الصناعية: الأقمار العسكرية والمدنية لمراقبة الأرض، وأقمار الاتصالات، والأقمار الصناعية للملاحة، والأقمار الصناعية الخاصة بالطقس (أقمار الأرصاد الجوية)، والمراصد الفضائية (التلسكوبات). المحطات الفضائية والمركبات الفضائية البشرية في المدارات الفضائية تعتبر أيضًا أقمار صناعية. يمكن أن تعمل الأقمار الصناعية من تلقاء نفسها أو تكون جزء من نظام أكبر كنظام تحليق الأقمار الصناعية المجتمعة أو كوكبة أقمار صناعية.
تختلف مدارات الأقمار الصناعية عن بعضها اختلافًا كبيرًا اعتمادًا على الغرض من القمر وتصنف هذه المدارات بعدة طرق، تشمل التصنيفات المعروفة (المتداخلة): المدار الأرضي المنخفض، والمدار القطبي، والمدار الثابت بالنسبة للأرض. يوضع القمر الصناعي في مداره باستخدام صاروخ يسمى (مركبة الإطلاق)، عادة ما يتم إطلاق المركبة من منصة إطلاق على الأرض، وبعض مركبات الإطلاق يتم إطلاقها من البحر (من غواصة أو منصة بحرية متنقلة)، أو من على متن طائرة (انظر الإطلاق الجوي إلى المدار).
عادة ما تكون الأقمار الصناعية أنظمة شبه مستقلة يتم التحكم فيها بواسطة الكمبيوتر. تؤدي الأنظمة الفرعية الداعمة للأقمار الصناعية العديد من المهام مثل توليد الطاقة والتحكم الحراري والقياس عن بعد والتحكم في الوضعية (الإرتفاع والتوجيه) والأجهزة العلمية والاتصالات وغيرها.
ليس من المستبعد أن تصطدم الأقمار الصناعية ببعضها أثناء دورانها حول الأرض، تقوم وكالة ناسا وغيرها من وكلات الفضاء العالمية بتتبع حركة الأقمار الصناعية في الفضاء بشكل مستمر. تعتبر اصطدامات الأقمار الصناعية ببعضها نادرة، فعند إطلاق قمر صناعي، فهو يوضع في مدار مدروس بعناية لتجنب الأقمار الصناعية الأخرى، لكن المدارات يمكن أن تتغير بمرور الوقت، وتزداد فرص حدوث اصطدام مع إطلاق المزيد من الأقمار الصناعية في الفضاء. في فبراير 2009، اصطدم قمران صناعيان للاتصالات - أحدهما أمريكي والآخر روسي - في الفضاء. ومع ذلك، يُعتقد أن هذه هي المرة الأولى التي يصطدم فيها قمران صناعيان بطريق الخطأ.

## التسمية
استخدم العرب كلمة (ساتل) بمعنى التتابع والتعاقب، وأصلها (سَتَلَ) أي لحق وتبع، ويقال: سَتَلَ القومُ سَتْلاً، أي خرجوا متتابعين واحداً إثر واحد. وستل الدمع أي تقاطر وتعني تتابع.

## تاريخ
تعتبر تجربة (كرة نيوتن المدفعية) أول دراسة رياضية منشورة لإمكانية وجود قمر صناعي، وهي تجربة قام بها إسحاق نيوتن في مخيلته لشرح حركة الأقمار الطبيعية وذكرها في كتابه (الأصول الرياضية للفلسفة الطبيعية) الذي نشر عام 1687م، أما أول تصور خيالي لقمر صناعي يتم إطلاقه في مداره فقد ذُكر في قصة قصيرة كتبها إدوارد إيفريت هيل بعنوان (القمر القرميدي) ونشرت عام 1869م. عادت الفكرة للظهور مرة أخرى في رواية (ثروة البيجوم) للكاتب الفرنسي جول فيرن ونشرت عام 1879.

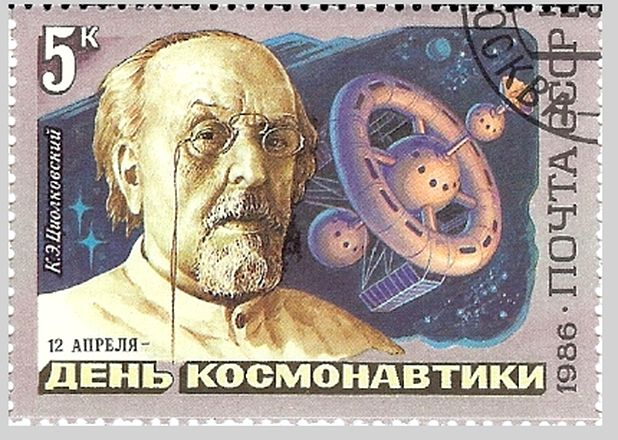
صورة للعالم قسطنطين تسيولكوفسكي على طابع بريد.

في عام 1903، نشر قسطنطين تسيولكوفسكي (1857-1935) كتابه بعنوان (استكشاف الفضاء باستخدام أجهزة الدفع النفاث)، وهو أول مقال أكاديمي حول استخدام الصواريخ لإطلاق المركبات الفضائية. حسب قسطنطين السرعة المدارية المطلوبة للوصول لأدنى مدار، وقال أنه من الممكن تحقيق ذلك باستخدام صاروخ متعدد المراحل يعمل بالوقود السائل (مادة دافعة).
في عام 1928، نشر هيرمان بوتوشنيك (1892-1929) كتابه الوحيد بعنوان (مشكلة السفر عبر الفضاء - المحرك الصاروخي). وصف هيرمان في كتابه كيفية استخدام المركبات الفضائية التي تدور في مدار لرصد الأرض، ووصف كيف يمكن أن تكون الظروف الخاصة بالفضاء مفيدة للتجارب العلمية.
في عام 1945 نشر كاتب الخيال العلمي الإنجليزي آرثر سي كلارك مقالا في مجلة (العالم اللاسلكي) وصف فيه بالتفصيل امكانية استخدام أقمار الاتصالات للتعامل مع كمية الاتصالات الهائلة، واقترح أن وجود ثلاثة أقمار صناعية فقط في مدارات ثابتة بالنسبة إلى الأرض هو عدد كافي لتغطية لكوكب الأرض بأكمله.
في مايو 1946، أعلن سلاح الجو الأمريكي عن (مشروع راند) والذي احتوى على تصميم لأول سفينة فضائية تجريبية حول العالم، وصف المشروع هذه السفينة بأنها مركبة فضائية مزودة بأجهزة مناسبة وستكون واحدة من أكثر الأدوات العلمية فاعلية في القرن العشرين. كانت الولايات المتحدة تدرس إطلاق أقمار صناعية مدارية منذ عام 1945 تحت إشراف مكتب الملاحة الجوية التابع للبحرية الأمريكية. نشر (مشروع راند) التقرير في النهاية، والذي اعتبر القمر الصناعي هو أداة للعلوم والسياسة والدعاية وليس سلاحًا عسكريًا محتملاً.

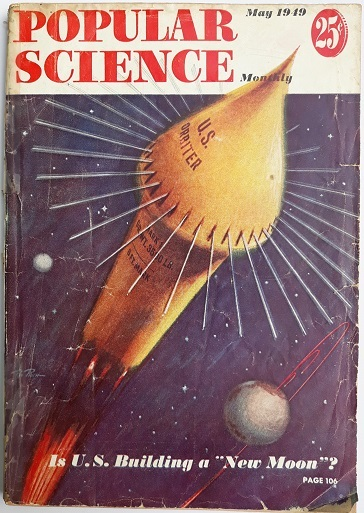
عدد عام 1949م من مجلة بوبيولار ساينس يصور فكرة «القمر الاصطناعي».

في عام 1946م، اقترح عالم الفيزياء الفلكية النظري الأمريكي ليمان سبيتزر تلسكوبًا فضائيًا يدور حول الأرض، وفي فبراير عام 1954، نشر(مشروع راند) مقالا بعنوان (الاستخدامات العلمية لمركبة ساتلية)، شرح فيه بشكل موسع الاستخدامات العلمية المحتملة لمركبات الأقمار الصناعية، تبعه في يونيو عام 1955 مقال آخر بعنوان (الاستخدام العلمي للقمر الصناعي) للكاتبين كالمان وكيلوج.
في سياق الأنشطة المخطط لها للسنة الجيوفيزيائية الدولية (1957-1958)، أعلن البيت الأبيض في 29 يوليو 1955م أن الولايات المتحدة تعتزم إطلاق أقمار صناعية بحلول ربيع عام 1958م وأصبح هذا المشروع معروفًا باسم (برنامج فانغارد)، وفي 31 يوليو من نفس العام أعلن السوفييت عزمهم عن إطلاق قمر صناعي بحلول خريف عام 1957.
في 4 أكتوبر 1957 أطلق الاتحاد السوفيتي أول قمر صناعي في إطار برنامج سبوتنيك وهو قمر (سبوتنيك 1)، وكان سيرجي كوروليوف هو كبير المصممين. ساعد القمر (سبوتنيك 1) في تحديد كثافة طبقات الغلاف الجوي العالية من خلال قياس تغيرها المداري وقدم بيانات عن توزيع الإشارات الراديوية في طبقة الأيونوسفير. أدى الإعلان غير المتوقع عن نجاح (سبوتنيك 1) إلى اندلاع (أزمة سبوتنيك) في الولايات المتحدة وإشعال ما يسمى بسباق الفضاء خلال الحرب الباردة.
في 3 نوفمبر 1957 أُطلق القمر (سبوتنيك 2) والذي حمل أول راكب على قيد الحياة إلى المدار وهي كلبة فضاء تدعى لايكا. وفي أوائل عام 1955، بعد ضغوط من قبل جمعية الصواريخ الأمريكية ومؤسسة العلوم الوطنية والسنة الجيوفيزيائية الدولية، كان الجيش الأمريكي والبحرية الأمريكية يعملان على (مشروع أوربيتر) مع برنامجين متنافسين. استخدم الجيش الأمريكي صاروخ جوبيتر سي، بينما استخدم البرنامج المدني / البحري صاروخ فانجارد لإطلاق قمر صناعي.
وفي 31 يناير عام 1958م أصبح إكسبلورر 1 أول قمر صناعي للولايات المتحدة. وفي يونيو 1961، أي بعد ثلاث سنوات ونصف من إطلاق سبوتنيك 1، قامت شبكة مراقبة الفضاء الأمريكية بفهرسة 115 قمرًا صناعيًا يدور حول الأرض، أما أكبر قمر صناعي على الإطلاق حاليا هو محطة الفضاء الدولية.
بنيت اللأقمار الصناعية الأولى بتصميمات فريدة من نوعها، ومع التقدم التكنولوجي أصبحت العديد من الأقمار الصناعية تبنى على منصات نموذجية واحدة تسمى ناقلات الأقمار الصناعية. كان أول تصميم قياسي لناقل الأقمار الصناعية هو ساتل الاتصالات (HS-333) العامل في المدار الأرضي الجغرافي المتزامن والذي أُطلق عام 1972. وابتداءً من عام 1997، أصبح (فري فلاير) تطبيقًا برمجيًا تجاريًا جاهزًا لتحليل مهمة الأقمار الصناعية وتصميمها وعملياتها.

## التتبع
يمكن مراقبة وتتبع الأقمار الصناعية إما من المحطات الأرضية أو من الأقمار الصناعية الأخرى.

### شبكة مراقبة الفضاء
تعمل شبكة مراقبة الفضاء الأمريكية (وهي إحدى الأقسام التابعة للقيادة الإستراتيجية للولايات المتحدة) على تتبع الأجسام الموجودة في مدار الأرض منذ عام 1957 أي منذ أن افتتح الاتحاد السوفيتي عصر الفضاء بإطلاق القمر سبوتنيك 1. ومنذ ذلك الوقت تتبعت شبكة مراقبة الفضاء الأمريكية وراقبت أكثر من 26 ألف جرم سماوي، منها 8000 جسم مداري صناعي تراقبهم الشبكة اليوم، أما باقي الأجرام فإما أنها دخلت إلى الغلاف الجوي للأرض وتفككت فيه، أو وصلت إلى سطح الأرض وارتطمت به.
تراقب شبكة مراقبة الفضاء الأمريكية الأجسام الفضائية التي يبلغ قطرها 10 سم أو أكبر، وهذه الأجسام لا زالت حتى اليوم تدور حول الأرض، وتتراوح أوزانها من أقمار صناعية تزن عدة أطنان إلى قطع من أجسام الصواريخ المستهلكة التي تزن 10 أرطال فقط، منها حوالي 7% هي أقمار صناعية عاملة (حوالي 560 قمرا صناعيا)، والباقي عبارة عن حطام فضائي. تهتم القيادة الإستراتيجية للولايات المتحدة في المقام الأول بمراقبة وتتبع الأقمار الصناعية النشطة، ولكنها أيضًا تتعقب الحطام الفضائي لأنه إذا دخل إلى الغلاف الجوي للأرض فقد يرتطم بالمركبات الفضائية التي تقلع إلى الفضاء ويتسبب بحوادث كارثية ومميتة.

## الإطلاق
يتم إطلاق الساتل عن طريق الإتفاق والتعاقد مع إحدى الشركات الفضائية المتخصصة في ذلك، ولأغراض التأمين يصنع ساتلين متطابقين تمامًا، حتى إذا تاه الساتل في الفضاء لأخطاء فنية ولم يبقى في مداره، يقوموا بإطلاق النسخة الثانية منه، ويستخدم لهذا الغرض مركبات فضائية خاصة تحمل هذه السواتل معها وتطلقها في مدارها الخاص، ثم باستخدام وسائل التحكم عن بعد يقوم فريق من الخبراء في الأرض بضبط هذا الساتل للقيام بمهامهِ.

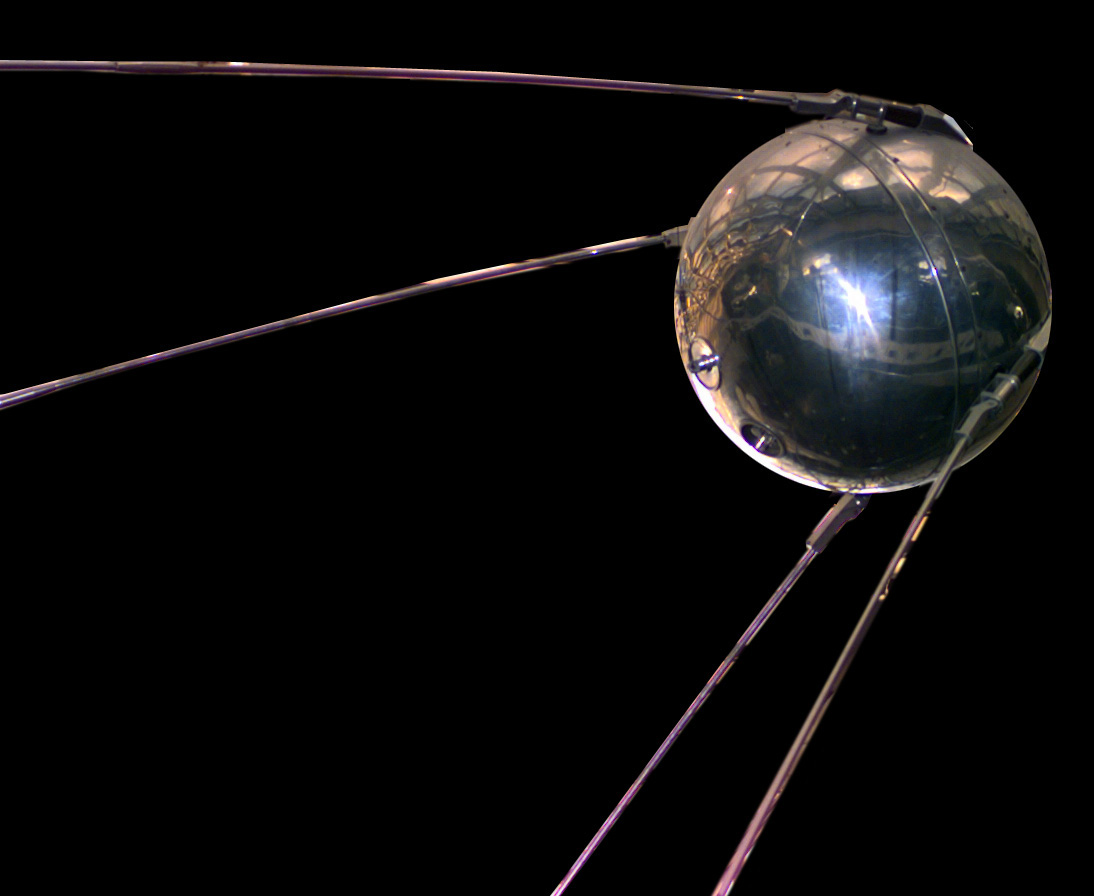
سبوتنك-1، أول قمر اصطناعي.

## المبادئ الفيزيائية

### وضع على المدار

مدفع نيوتن : بدءا من سرعة محددة، لا يسقط الجسم على الأرض

يرسم الجسم المقذوف من سطح الأرض مساراً إهليجيا ينتهي بعودة الجسم إلى الأرض بفعل جاذبيتها، تزايد السرعة الابتدائية يبعد نقطة السقوط، ابتداءً من سرعة معينة ونظراً لكروية الأرض، يتمكن الجسم من الانفصال التام عن الأرض على الرغم من بقائه في حالة سقوط، وحتى يستمر هذا الانفصال يتوجب وصول الجسم إلى الفضاء خارج الغلاف الجوي ليتفادى تأثير هذا الأخير (كالاحتكاك بالغلاف). في هذه الحالة لا يتطلب تواجد الجسم في هذا المدار جهداً للبقاء.
ولكي يتمكن جسم من البقاء على مدار معين حول الأرض، يجب أن تكون سرعته الأفقية بالنسبة لمركز الأرض حوالي 7700 متر/ثانية في مدار دائري على بعد 200 كلم من الأرض، وأقل من هذا الارتفاع يكون تأثير الغلاف الجوي قويا. وأكثر من هذه السرعة يصبح المدار اهليجيا. وبسرعة أكثر من 11 كلم/ثانية يتحرر الجسم من جاذبية الأرض. وسرعة التحرر هذه تفيد في إطلاق المركبات الفضائية التي هدفها كواكب وأجرام أخرى.
إن السرعة الدنيا لوضع ساتل يجب أن تتناسب مع ثقل الجسم الموضوع (أي كتلته وجاذبية الأرض).

## التجهيزات
تجهز السواتل قبل إطلاقها بخلايا ضوئية لتوليد الطاقة اللازمة من أشعة الشمس لتشغيلها، وأحيانا تجهز ببطاريات نووية في حالة الاستخدام الكثيف للطاقة (لا تكفي الطاقة المولدة من خلايا ضوئية). كما تجهز باللواقط والمرسلات والكاميرات والرادارات الخاصة تبعا لتخصص هذه السواتل. ويمكن التحكم فيها عن بعد. وحسب نوع الساتل يتحدد ارتفاع مداره وطريقة واتجاه تحركه ومنطقة تغطيته.

## الأنواع
تتنوع السواتل بتنوع الأغراض المتطلبة منها. فيتم إنشاء أنواع معينة لكل غرض. من بين هذه الأنواع:
- الأقمار الفلكية.
- الأقمار المستخدمة للاتصالات والبث التلفزيوني.
- الأقمار مراقبة الأرض ودراسة الأحوال الجوية والطقس.
- الأقمار المستخدمة للملاحة.
- الأقمار المستكشفة.
- الأقمار المستخدمة في الطاقة الشمسية.
- الأقمار الدقيقة.
- الأقمار العسكرية.

## القائمة
فيما يلي قائمة مختارة من الأقمار الصناعية الأرضية ذات الكتلة العالية.
تُستثنى من هذه القائمة الأقمار الصناعية المأهولة مثل المحطات الفضائية، ومركبات الإطلاق، وكذلك الأقمار التي لم تُصمَّم للبقاء في مدار أرضي طويل الأمد، مثل البعثات الموجهة إلى ما وراء مدار الأرض. وتُدرج في القائمة الأقمار التي تدور حول نقطة لاغرانج الثانية بين الشمس والأرض (Sun–Earth L2).
| الاسم                       | الكتلة            | المشغّل                       | الوصف                                               | المدار                  | الحالة                             | في الخدمة منذ                 |
| --------------------------- | ----------------- | ---------------------------- | --------------------------------------------------- | ----------------------- | ---------------------------------- | ----------------------------- |
| بوليوس (Polyus)             | 80,000 كغم        | الاتحاد السوفيتي             | نموذج أولي لمنصة أسلحة مدارية سوفيتية               | مدار أرضي منخفض         | فُقد                                | 1987                          |
| KH-11                       | 19,600 كغم        | الولايات المتحدة             | قمر استطلاع بصري إلكتروني                           | مدار شمسي تزامني        | في الخدمة                          | 1976– (النسخة الحالية: 2005–) |
| القمر الصناعي بروتون        | 17,000 كغم        | الاتحاد السوفيتي             | قمر بحث فضائي                                       | مدار أرضي منخفض         | خرج من المدار                      | 1965–1969                     |
| مرصد كومبتون لأشعة غاما     | 16,329 كغم        | الولايات المتحدة             | مرصد فضائي                                          | مدار أرضي منخفض         | خرج من المدار                      | 1991–2000                     |
| لاكروس (Lacrosse)           | 14,500–16,000 كغم | الولايات المتحدة             | قمر استطلاع بالرادار                                | مدار شمسي تزامني        | تقاعد (لاكروس 5 لا يزال في المدار) | 1988–2005                     |
| تلسكوب هابل الفضائي         | 11,110 كغم        | الولايات المتحدة             | مرصد فضائي                                          | مدار أرضي منخفض         | في الخدمة                          | 1990–                         |
| جوبيتر-3 (إيكوستار-24)      | 9,200 كغم         | الولايات المتحدة             | قمر اتصالات                                         | مدار ثابت بالنسبة للأرض | في الخدمة                          | 2023–                         |
| إنفيسات (Envisat)           | 8,211 كغم         | وكالة الفضاء الأوروبية (ESA) | قمر لرصد الأرض، يُشكّل تهديدًا بظاهرة "كيسلر"          | مدار أرضي منخفض         | في المدار، غير قابل للتشغيل        | 2002–2012                     |
| شيجيان-20 (Shijian-20)      | 8,000 كغم         | الصين                        | قمر لاختبار تكنولوجيا الاتصالات                     | مدار ثابت بالنسبة للأرض | في الخدمة                          | 2019–                         |
| تيلستار 19V                 | 7,075 كغم         | كندا                         | قمر اتصالات                                         | مدار ثابت بالنسبة للأرض | في الخدمة                          | 2018–                         |
| تيرستار-1                   | 6,910 كغم         | الولايات المتحدة             | قمر اتصالات                                         | مدار ثابت بالنسبة للأرض | في الخدمة                          | 2009–                         |
| إيكوستار XXI                | 6,871 كغم         | الولايات المتحدة             | قمر اتصالات                                         | مدار ثابت بالنسبة للأرض | في الخدمة                          | 2017–                         |
| UARS                        | 6,540 كغم         | الولايات المتحدة             | قمر علمي لدراسة الأرض                               | مدار أرضي منخفض         | خرج من المدار عام 2011             | 1991–2005                     |
| تلسكوب جيمس ويب الفضائي     | 6,500 كغم         | الولايات المتحدة             | مرصد فضائي                                          | نقطة لاغرانج الثانية    | في الخدمة                          | 2021–                         |
| مرصد شاندرا للأشعة السينية  | 5,865 كغم         | الولايات المتحدة             | مرصد فضائي                                          | مدار بيضاوي عالي        | في الخدمة                          | 1999–                         |
| GSAT-11                     | 5,854 كغم         | الهند                        | أثقل قمر اتصالات هندي                               | مدار ثابت بالنسبة للأرض | في الخدمة                          | 2018–                         |
| تيرا (Terra)                | 4,864 كغم         | الولايات المتحدة             | قمر لرصد الأرض                                      | مدار شمسي تزامني        | في الخدمة                          | 1999–                         |
| GSAT-24                     | 4,181 كغم         | الهند                        | قمر اتصالات هندي                                    | مدار ثابت بالنسبة للأرض | في الخدمة                          | 2022–                         |
| GPS IIIA                    | 3,880 كغم         | الولايات المتحدة             | الجيل الحالي من أقمار GPS                           | مدار متوسط              | في الخدمة                          | 2018–                         |
| سبكتر-ر (راديوأسترون)       | 3,660 كغم         | روسيا                        | مرصد فضائي                                          | مدار بيضاوي عالي        | في الخدمة                          | 2011–                         |
| هيرشل (Herschel)            | 3,400 كغم         | وكالة الفضاء الأوروبية       | مرصد فضائي                                          | نقطة لاغرانج الثانية    | تقاعد                              | 2009–2013                     |
| أستروسات                    | 1,513 كغم         | الهند                        | أول مرصد فضائي هندي                                 | مدار أرضي منخفض         | في الخدمة                          | 2015–                         |
| مالليغيوني-1 (Malligyong-1) | 300 كغم           | كوريا الشمالية               | أثقل قمر استطلاع كوري شمالي، أُطلق في 21 نوفمبر 2023 | مدار شمسي تزامني        | في الخدمة                          | 2023–                         |

## مواضيع ذات صلة
- قمر صناعي للبث التلفزيوني
- تمدد الزمن الثقالي
- سطوع الساتل
- طائرة بدون طيار
- مرصد فضائي
- نظام التموضع العالمي
- مدار جبانة
- متلازمة كيسلر
- قمر صناعي ICESat-2